# Geografia della Lombardia

La Lombardia per zone altimetriche.

La Geografia della Lombardia illustra le caratteristiche geografiche della Lombardia, regione d'Italia situata nel nord-ovest.

## Dati generali
La superficie della Lombardia si divide quasi equamente tra pianura (che rappresenta circa il 47%del territorio) e zone montuose (che ne rappresentano il 40%). Il 12% della regione è collinare. 
La regione viene divisa in quattro parti: una strettamente alpina, una montuosa o collinare, una pianeggiante o poco mossa suddivisa in Alta e Bassa pianura ed infine la zona a sud del fiume Po. La regione è attraversata da decine di fiumi (tra cui il fiume più grande d'Italia) ed è bagnata da centinaia di laghi di origine naturale.

## Orografia
In termini geografici, la Lombardia non si può considerare un territorio unitario, nel senso di territorio delimitato da precise conformazioni fisiche, sia per la varietà di paesaggi che l'attraversano senza racchiuderla, sia perché i confini amministrativi, molto spesso, sono il frutto di complesse vicende storiche. Tuttavia è possibile delineare a grandi linee il suo territorio amministrativo attraverso rilievi, laghi e fiumi. A delimitare la Lombardia a nord si può adoperare lo spartiacque alpino tra la Valtellina e le valli del Reno e dell'Inn anche se, a volte, il confine oltrepassa il versante valtellinese. A est sono il lago di Garda ed il fiume Mincio a separare la Lombardia da altre regioni italiane; così come a sud il Po (eccezion fatta per l'Oltrepò pavese e l'Oltrepò mantovano che si estendono più a sud), e a ovest il Lago Maggiore ed il Ticino (con l'eccezione della Lomellina che sconfina verso il Piemonte) possono servire a distinguere la Lombardia dalle altre regioni. Questi confini racchiudono un territorio di poco meno di 24.000 km², rendendola la quarta regione per estensione superficiale.
In un viaggio attraverso la regione, da nord verso sud, s'incontrano lungo il cammino per primi i rilievi delle Alpi, poco più a sud le Prealpi seguite da dolci colline che smussano il passaggio dalla montagna alla Pianura Padana. Proprio lungo la fascia prealpina si trovano alcuni dei più grandi laghi d'Italia (come il lago di Garda, il Lago Maggiore e il lago di Como), mentre numerosi fiumi (come il Po, l'Adda, l'Oglio, il Mincio e il Ticino) e torrenti solcano la montagne, formando strette e profonde valli, e attraversano la pianura rendendola rigogliosa di vegetazione. In una piccola area a sud dell'Oltrepò pavese si ergono colline e montagne dell'Appennino ligure. 
I nomi delle Alpi della Lombardia derivano tutti dalle popolazioni che, al tempo dei Romani, vivevano tra queste montagne. Le Alpi Lepontine prendono il nome dalla popolazione ligure dei Leponzi stanziata in questa zona e assoggettata da Augusto. Le Alpi Retiche dai Reti, popolazione di origine etrusca rifugiatasi nelle Alpi Centrali durante l'invasione celtica. Le Alpi Orobie dalla popolazione di origine ligure, o forse celtica, degli Orobi.
Le catene montuose rivestono il 40,5% del territorio regionale e sono costituite dalle Alpi, dalle Prealpi e dagli Appennini. Appartengono alle Alpi lombarde una piccola porzione delle Alpi Lepontine e gran parte delle Alpi Retiche. Sul territorio montano della Lombardia spiccano quattro massicci orografici di rilievo: il Badile-Disgrazia, il Bernina, l'Ortles-Cevedale e l'Adamello. I primi tre sorgono sullo spartiacque tra i bacini del Reno e dell'Inn a nord e dell'Adda e dell'Oglio a sud e solo in parte si ergono sul territorio nazionale. L'Adamello, invece, sorge tra i bacini dell'Adda e dell'Adige e si trova completamente in territorio italiano. Il punto più elevato del territorio lombardo è una spalla secondaria del Pizzo Bernina, la Punta Perrucchetti, a 4020 m (la vetta della montagna raggiunge i 4049 m, ma si trova in territorio elvetico). Altra importante vetta è il Monte Cevedale, del massiccio dell'Ortles-Cevedale, che arriva a 3764 m. Il massiccio dell'Ortles-Cevedale ospita il ghiacciaio dei Forni che ha un'estensione di circa 12 km² ed è il più grande d'Italia. A sud della Valtellina si stagliano le Alpi Orobie delimitate a est dalla Valcamonica e ad ovest dal bacino del lago di Como. 

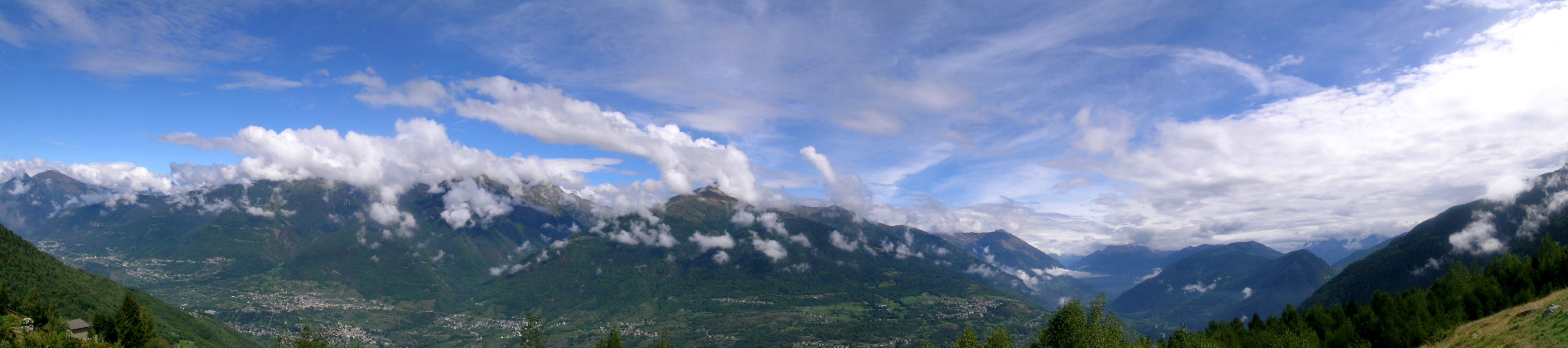
Panorama della Valtellina dall'Alpe Piazzola nel comune di Castello dell'Acqua.

Confinate ad ovest dal Lago Maggiore e a est dal Lago di Garda si trovano le Prealpi lombarde le cui vette superano di poco i 2500 m di quota. Le Prealpi sono in prevalenza costituite da sedimenti calcarei. La loro origine sedimentaria ha permesso la formazione di solchi profondi nelle montagne, principalmente ad opera dei ghiacciai, che hanno portato alla formazione di strette e profonde valli solcate da fiumi e occupate in parte dei laghi prealpini, sbarrati verso la pianura da rilievi morenici. I rilievi morenici a sud delle prealpi, assieme alle prime sporgenze orografiche, formano quella fascia collinare (12,4% del territorio) che collega le prealpi alla pianura e che contiene numerosi laghi piccoli e poco profondi.
La pianura lombarda occupa ben il 47,1% della superficie totale della regione ed è parte della Pianura padana che si estende dal Piemonte alla Romagna dalle Alpi agli Appennini.
La pianura lombarda può essere suddivisa geologicamente in due parti: l'alta e la bassa. L'alta pianura è caratterizzata da materiali grossolani, molto permeabili, di origine alluvionale e presenta grossi solchi originati dai fiumi che scendono dalle montagne. La bassa pianura invece è formata da materiale argilloso, poco permeabile e declina dolcemente verso il Po. Il passaggio dall'alta alla bassa pianura lombarda è segnalato dalla presenza di riaffioramenti naturali d'acqua detti risorgive o fontanili causato dell'incontro della falda freatica proveniente dall'alta pianura con i terreni impermeabile della bassa. Questa linea ha un andamento parallelo a quello prealpino e passa per le città di Magenta, Monza, Treviglio, Chiari e Goito.

### Sezioni alpine
Le sezioni e sottosezioni alpine che interessano la Lombardia sono:
- Alpi Lepontine (Alpi dell'Adula)
- Prealpi Luganesi (Prealpi Comasche, Prealpi Varesine)
- Alpi Retiche occidentali (Alpi del Platta, Alpi del Bernina, Alpi di Livigno, Alpi della Val Müstair)
- Alpi Retiche meridionali (Alpi dell'Ortles, Alpi dell'Adamello e della Presanella)
- Alpi e Prealpi Bergamasche (Alpi Orobie, Prealpi Bergamasche)
- Prealpi Bresciane e Gardesane (Prealpi Bresciane, Prealpi Gardesane).

### Tratti appenninici principali
I tratti appenninici che interessano la Lombardia sono:
- Appennino ligure

### Passi alpini

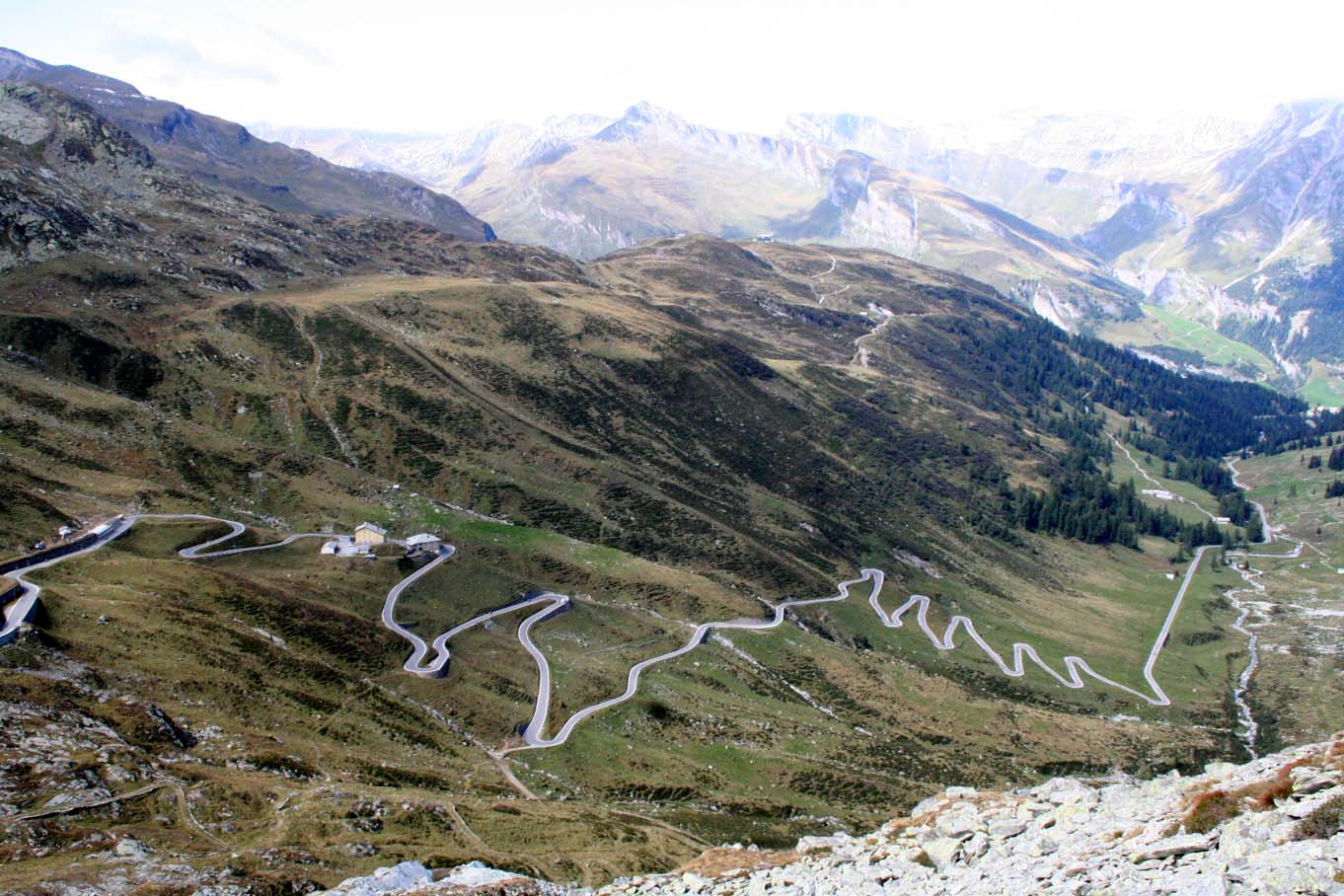
Il versante settentrionale del passo dello Spluga

Le vallate alpine lombarde sono più ampie e larghe rispetto a quelle che si trovano, sempre sull'arco alpino, in Piemonte e in Valle d'Aosta. La maggior parte di esse sono attraversate da torrenti che scendono verso la Pianura Padana formando fiumi che poi si immettono alla sinistra idrografica nel Po. Grazie all'ampiezza delle loro valli i passi alpini lombardi, sebbene si trovino ad un'altitudine elevata, sono facilmente accessibili. 
I passi internazionali più importanti che si trovano sulle Alpi lombarde e che mettono in comunicazione la regione con la Svizzera sono il passo dello Spluga (2.118 m), il passo del Maloja (1.815 m) e il passo del Bernina (2.323 m), con quest'ultimi due che sono situati in territorio elvetico. I passi nazionali più importanti sono invece il passo dello Stelvio (2.759 m) e il passo del Tonale (1.883 m), che mettono in comunicazione la Lombardia con il Trentino-Alto Adige. Questi passi alpini rivestono una grande rilevanza anche da un punto di vista storico, visto che da sempre permettono una facile comunicazione tra la Lombardia e i suoi territori confinanti. Da essa sono poi conseguiti costanti traffici commerciali, che hanno contribuito allo sviluppo della Lombardia.

## Idrografia

### I laghi
Guardando un'immagine ripresa dal satellite della Lombardia, ci si accorge che la regione è costellata da molti laghi di grandi e piccole dimensioni, i principali dei quali sono:
- Il lago di Garda (o Benaco), di origine glaciale, è il più grande d'Italia con una superficie di 370 km². È profondo 346 m e ha una lunghezza di 51,6 km. La grande quantità d'acqua del lago ha effetti significativi sul clima locale a tal punto che si coltivano l'ulivo, i limoni e i cedri, tipici del clima mediterraneo.[4]
- Il lago Maggiore (o Verbano) ha una superficie di 212 km², un'estensione di 50 km, una larghezza che va dai 2 ai 4,5 km e una profondità massima è di 372 m.[5]
- Il lago di Como (o Lario) è caratterizzato da una forma a Y rovesciata, con la punta di Bellagio che segna la separazione in due rami. Completamente scavato nella cerchia prealpina, il lago si snoda per 46 km, ha una larghezza massima di 4,3 km e una superficie di 146 km². È il primo in Italia come sviluppo perimetrico (180 km) e il quinto in Europa come profondità (410 m).[6]
- Il lago d'Iseo (o Sebino) ha la forma di una S, con una superficie di 65,3 km² e una profondità massima di 251 m. Vi è situata l'isola lacustre più grande d'Europa: Monte Isola che si estende per 4,3 km².[7]
- Il lago di Lugano (o Ceresio) che entra in Lombardia a Porto Ceresio, Valsolda e Porlezza.[8]
- Il lago d'Idro (o Eridio), anch'esso di origine glaciale, situato nella Provincia di Brescia ai confini con il Trentino a 368 metri sul livello del mare è formato dalle acque del fiume Chiese che ne è anche l'emissario.[9]
- Il lago di Varese, che ha una superficie di circa 14,9 km² e la cui profondità massima è di 26 m.[10]

### I fiumi
| Fiume             | Lunghezza (km) | Portata media alla foce (m³/s) | Bacino (km²) |
| ----------------- | -------------- | ------------------------------ | ------------ |
| Po                | 652            | 1 540                          | 71 000       |
| Adda              | 313            | 187                            | 7 979        |
| Oglio             | 280            | 137                            | 6 649        |
| Ticino            | 248            | 350                            | 7 228        |
| Mincio            | 203            | 60                             | 2 859        |
| Chiese            | 160            | 36                             | 960          |
| Agogna            | 140            | 6                              | 995          |
| Lambro            | 130            | 12                             | 1 350        |
| Serio             | 124            | 23                             | 1 256        |
| Mella             | 96             | 11                             | 1 036        |
| Terdoppio         | 86             | 3,7                            | 515          |
| Brembo            | 74             | 30                             | 935          |
| Olona             | 71             | 6,9                            | 911          |
| Staffora          | 58             | 4,5                            | 337,5        |
| Seveso            | 55             | 1,8                            | 930          |
| Olona meridionale | 36             | 3,08                           | 160          |
| Cherio            | 32             | 1,5                            | 161          |

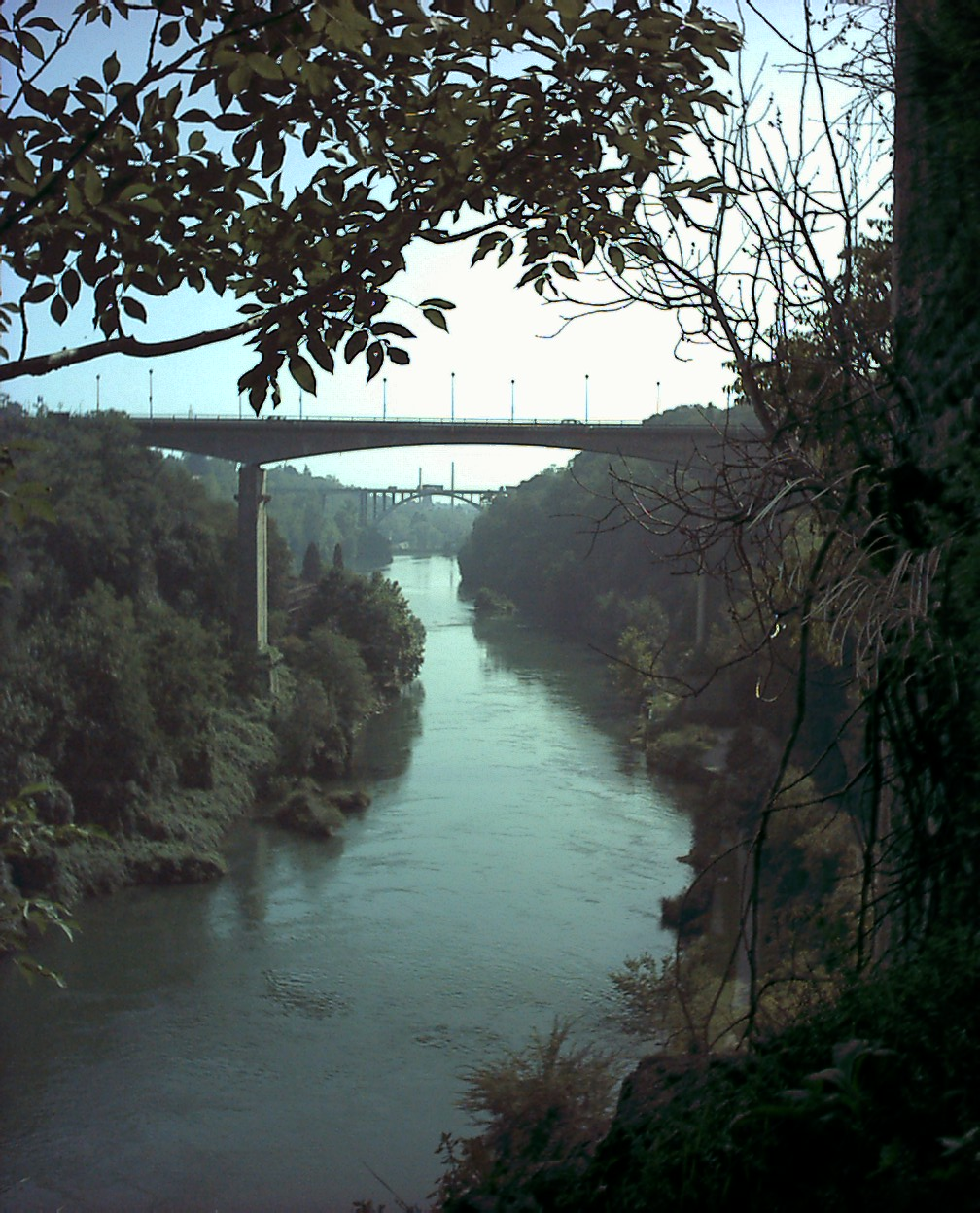
L'Adda a Trezzo sull'Adda.

Per il territorio lombardo passano centinaia di fiumi e torrenti, il più rilevante dei quali è sicuramente il Po che con i suoi 652 km è il più lungo d'Italia. Per un lungo tratto costituisce il confine meridionale della regione e scorre interamente in Lombardia solo nelle provincia di Pavia e Mantova.
Gli altri principali fiumi provengono dal versante alpino della Pianura Padana e sono tutti affluenti del Po, infatti il territorio lombardo è quasi interamente compreso nel bacino idrografico del principale fiume italiano. Data la scarsa estensione del territorio regionale a sud del Po la Lombardia è praticamente priva di fiumi Appenninici: nell'Oltrepò pavese non si trovano corsi d'acqua significativi, mentre l'unica eccezione è costituita dal Secchia che nell'ultimo tratto del suo corso, prima di confluire nel Po, scorre nell'Oltrepò mantovano.
Oltre al Po, i fiumi principali sono:
- L'Adda (313 km) è il fiume più lungo che scorre interamente in Lombardia. Attraversa la Valtellina e s'immette nel lago di Como, riuscendone dal ramo di Lecco per affluire nel Po nei pressi di Castelnuovo Bocca d'Adda (LO).
- L'Oglio (280 km), che dopo aver attraversato la Val Camonica s'immette nel lago d'Iseo, ne esce a Sarnico, passa per Palazzolo sull'Oglio e confluisce nel Po, tracciando il confine tra provincia di Brescia e provincia di Bergamo;
- Il Ticino (248 km) che nasce in Svizzera; solo 110 dei suoi 248 km. scorrono in territorio lombardo, in gran parte delimitando il confine con il Piemonte. Dopo il Po è il fiume lombardo con la maggiore portata ( (350 m³/s).
- Il Chiese (160 km) che nasce in Trentino e attraversata la provincia di Brescia affluisce nell'Oglio;
- Il Lambro (130 km), il Serio (124 km) e il Brembo (74 km)[20], l'Olona (71 km) e l'Olona meridionale (36 km). L'omonimia tra i due fiumi Olona non è di origine imitativa o etimologica, ma è dovuta al fatto che originariamente si trattava di due tronconi dello stesso fiume, deviato dagli antichi Romani nel suo tratto superiore verso Milano[21].

Il maggior corso d'acqua è il Po, che raccoglie le acque di tutti i principali fiumi lombardi. Il Mincio è l'emissario del Lago di Garda, nel quale entra in Trentino, col nome di Sarca. Il tratto lombardo del Mincio è di 75 km, alcuni dei quali in Veneto. In Lombardia, il Mincio è placido e paludoso, tanto che presso la città di Mantova, il fiume si allarga in una serie di laghi; poco dopo il Mincio raggiunge il Po.